# Бородач
Борода́ч, или ягня́тник (лат. Gypaetus barbatus) — птица из семейства ястребиных, единственный вид в роде бородачи (Gypaetus).

## Систематика
Бородач был впервые описан основоположником научной биологической систематики Карлом Линнеем в 1758 году в десятом издании его «Системы природы». В этом же сочинении ему было присвоено латинское биноминальное название Vultur barbatus (С. 87). В настоящее время бородач выделен в отдельный род Gypaetus, включающий один вид.
В русском языке используется два названия этой птицы.
1. «Ягнятник» — перевод западноевропейского названия Lammergeyer из-за традиционного представления пастухов, что он убивает овец (что неверно, так как ягнятник не охотится на живых овец, а кормится падалью).
2. «Бородач» назван от пучка жёстких перьев или щетинок под клювом, образующих бородку[4].

## Описание

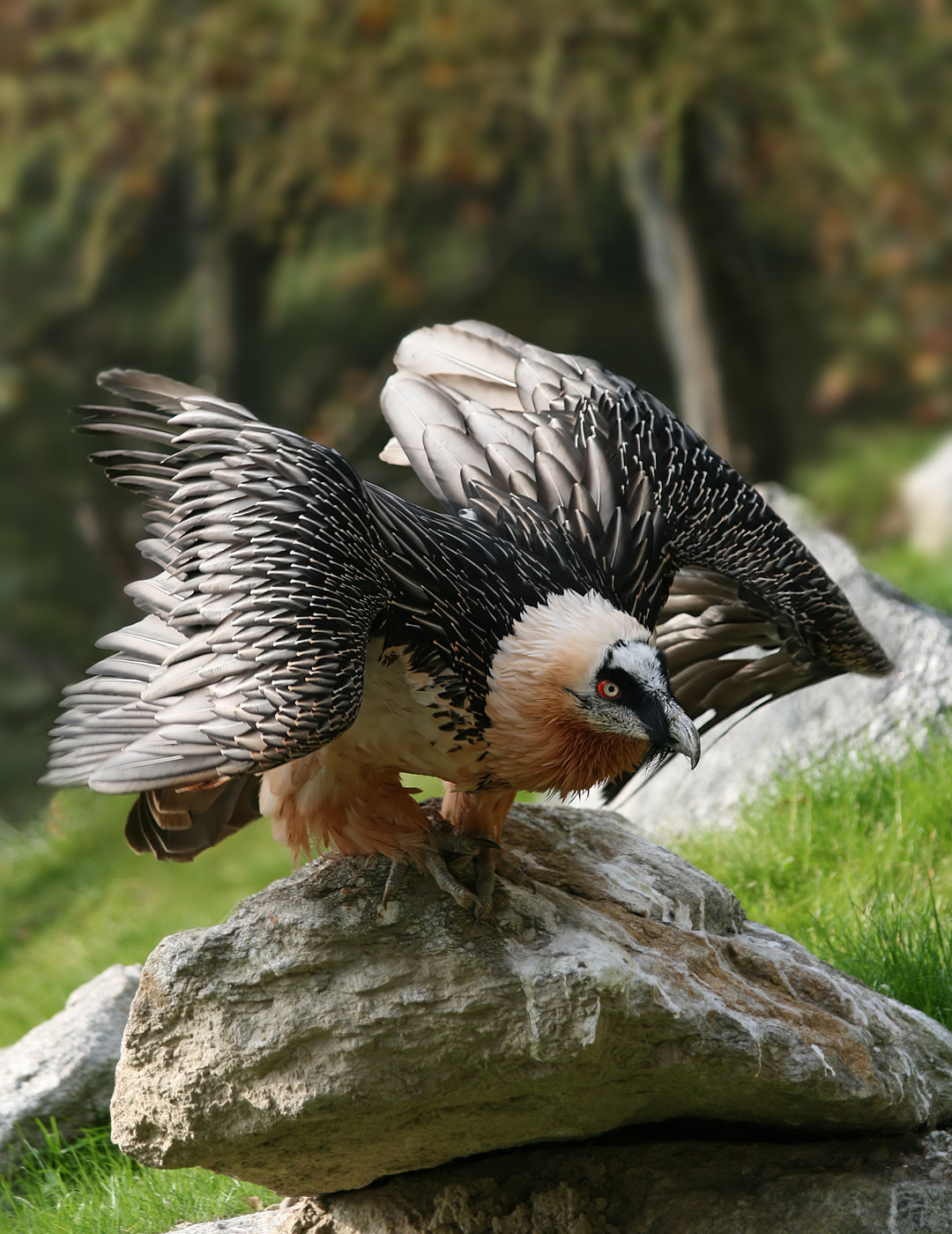
Бородач

Общая длина 95—125 см, вес — 4,5—7,5 кг, длина крыла 75—80 см (у 9 птиц с Тянь-Шаня, хранящихся в Зоологическом музее Московского университета, крыло 812—930 мм), размах крыльев 275—308 см. У взрослой птицы голова, шея и брюшная сторона светлые, от беловатого до ярко-рыжего цвета; у глаз и на уздечке чёрное пятно; под клювом пучок чёрных волосовидных перьев, образующих бородку (отсюда название); спинная сторона серебристо-бурого цвета, с белыми стволами перьев. Радужка у взрослых птиц беловатая или желтоватая с красной каймой, у молодых — бурого цвета. Клюв голубовато-серый, ноги серые. Хвост длинный, клиновидный. Издаёт негромкий свист и своеобразный мяукающий звук.

## Распространение
Распространён в Южной Европе, Восточной и Южной Африке, Передней и Центральной Азии. Бородач был успешно реинтродуцирован в Альпах, но по-прежнему остаётся редчайшей хищной птицей в Европе.
В России встречается на Кавказе и изредка на Алтае и в Саянах. Везде редок из-за преследования человеком.
В Армении — по подсчетам специалистов предположительно 11-12 пар.

## Образ жизни
Кормится главным образом падалью, в значительной мере костным мозгом, для получения которого раскалывает кости, бросая их с высоты на камни и скалы. Ловит черепах, которых разбивает таким же образом. Отмечены у него и случаи питания живой мелкой добычей — грызунами, ящерицами. Высокая кислотность желудочного сока позволяет растворять мелкие проглоченные косточки. Места обитания — скалы и открытые пространства гор на высоте 500—4000 м. Отдельные особи наблюдались над Эверестом на высоте более 7300 м и, вероятно, даже более 7600 м.
Размножается с середины декабря до середины февраля. Гнездовой участок занимает несколько кв. км. Большое гнездо сооружается из толстых сучьев, располагается в расщелинах скал или в пещерах, обычно на высоте 2—3 тыс. м. В кладке 1—2 беловатых с коричневыми пятнами яйца. Размеры яиц (n=71) 75—92,2 x 56—70 мм.
Насиживает преимущественно самка, 53—58 дней. Пища птенца состоит преимущественно из костей длиной до 20 см. Родители сбрасывают кости на соседние скалы, чтобы расколоть их, и затем по частям переносят в гнездо. Птенец находится в гнезде 106—130 дней.
Продолжительность жизни в неволе — до 40 лет.

## Галерея

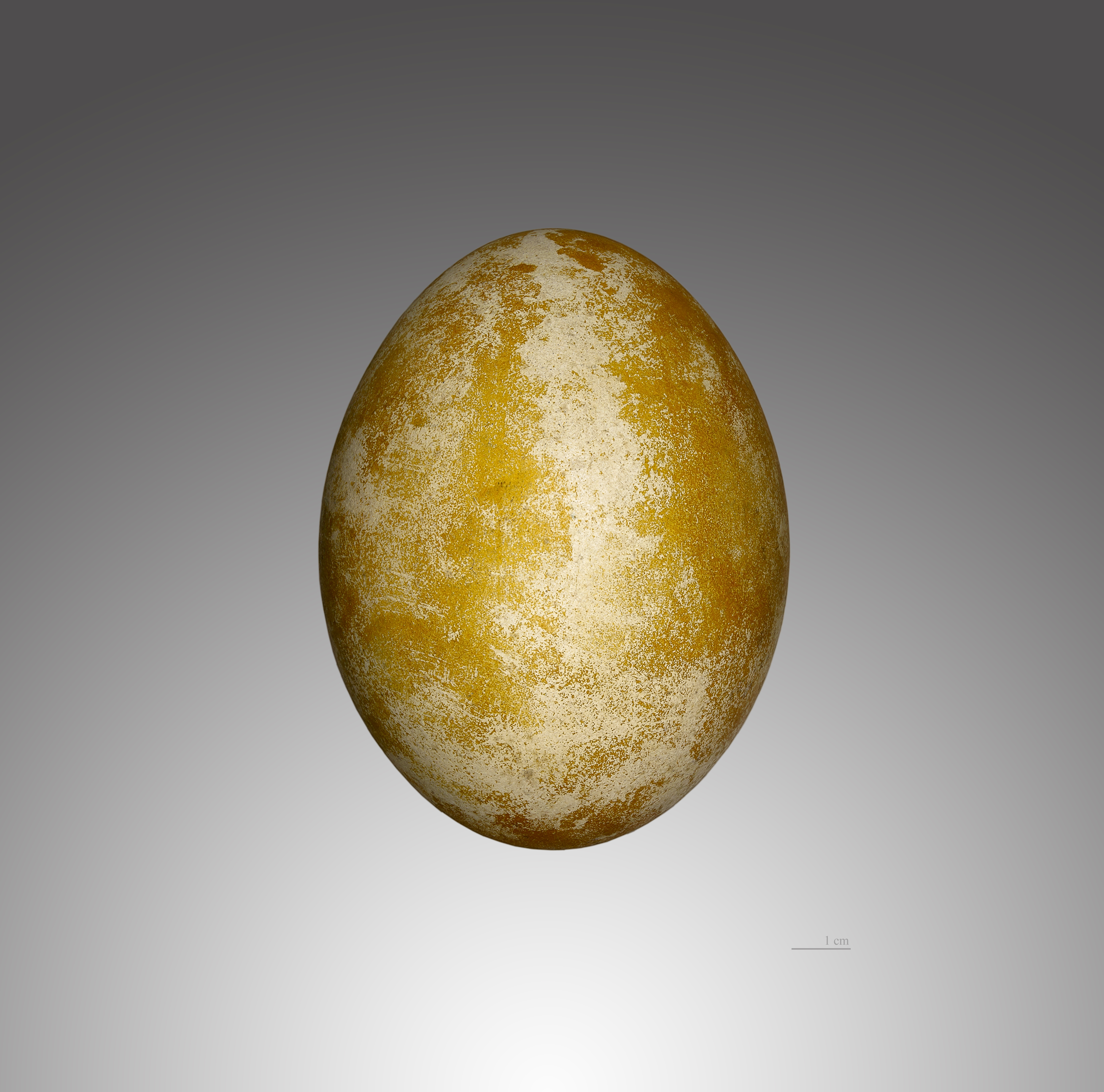
Gypaetus barbatus aureus
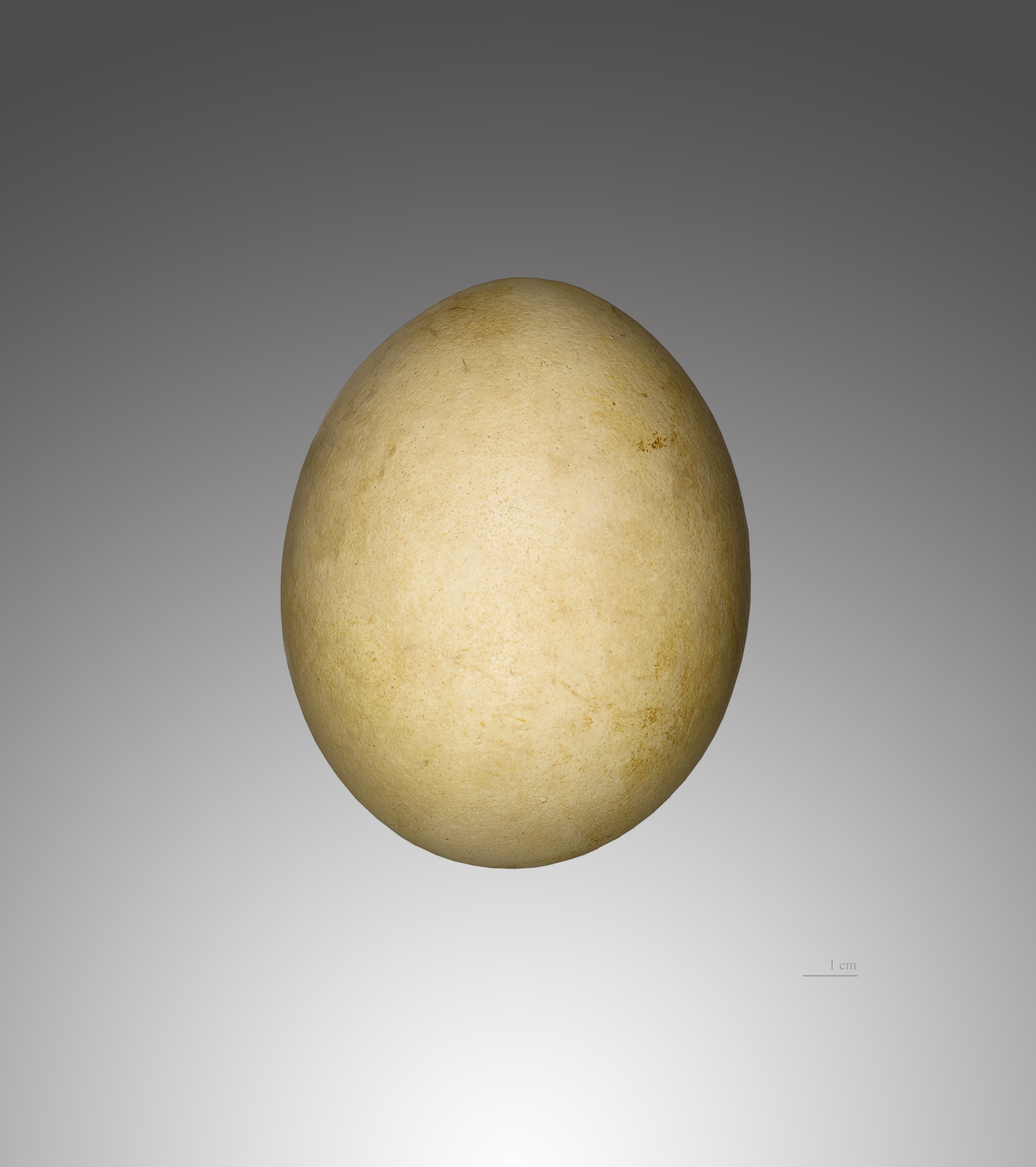
Gypaetus barbatus hemachalanus
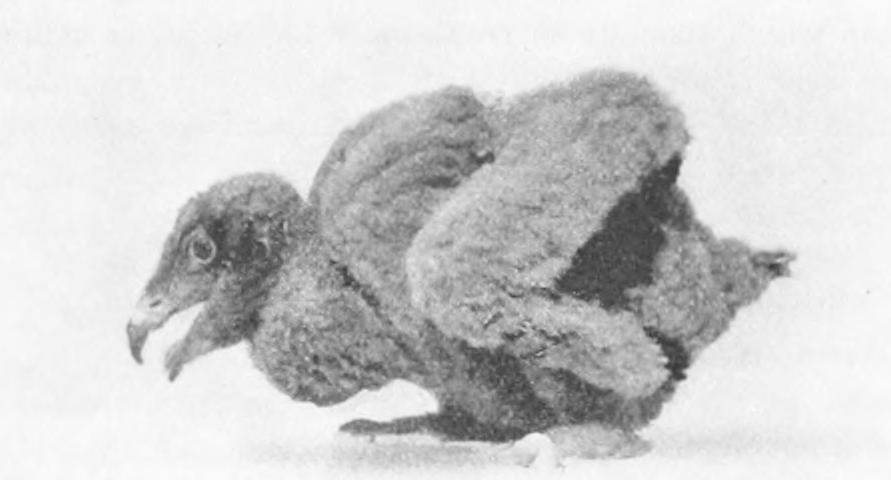
Покрытый пухом птенец
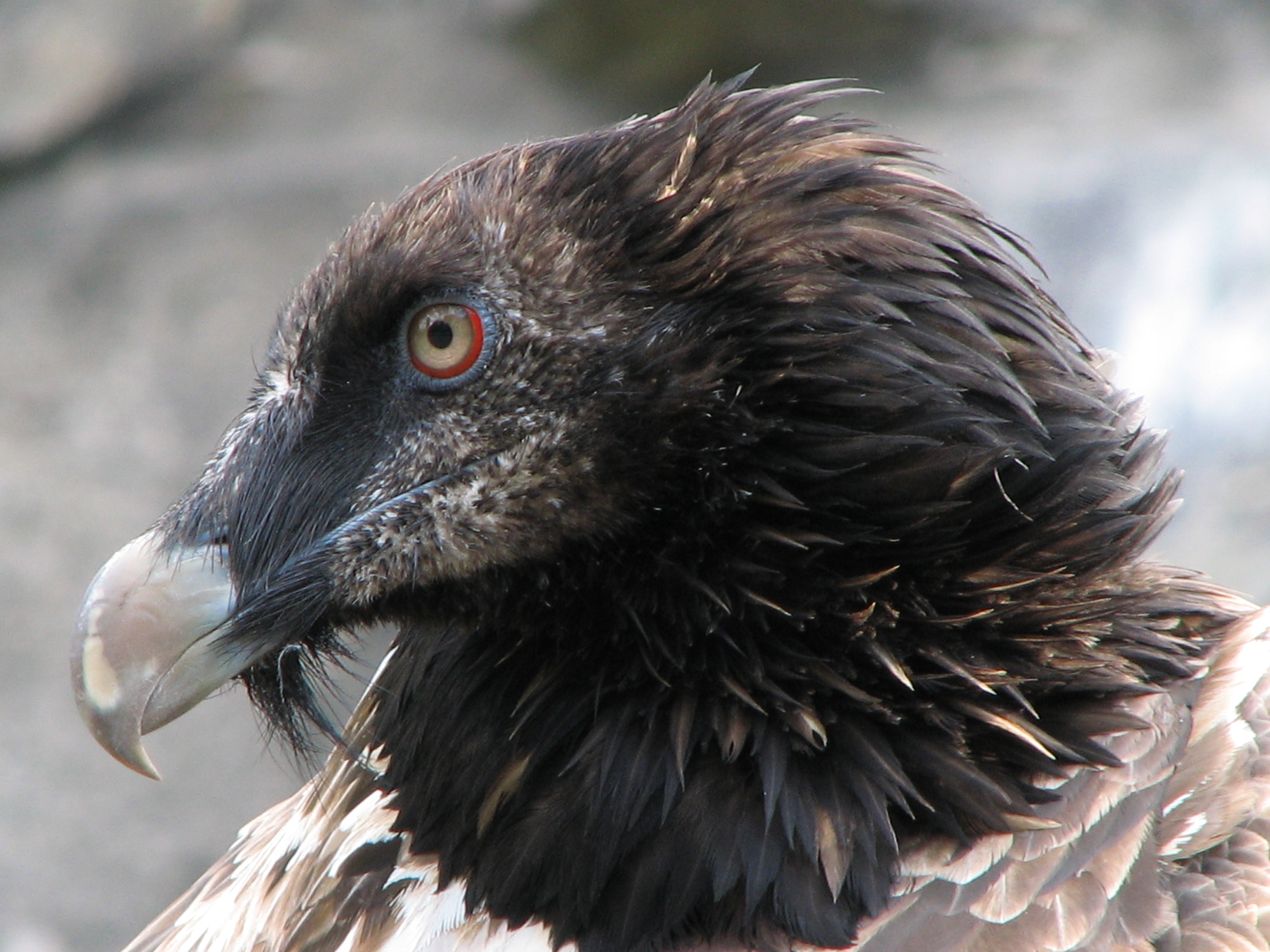
Молодая птица
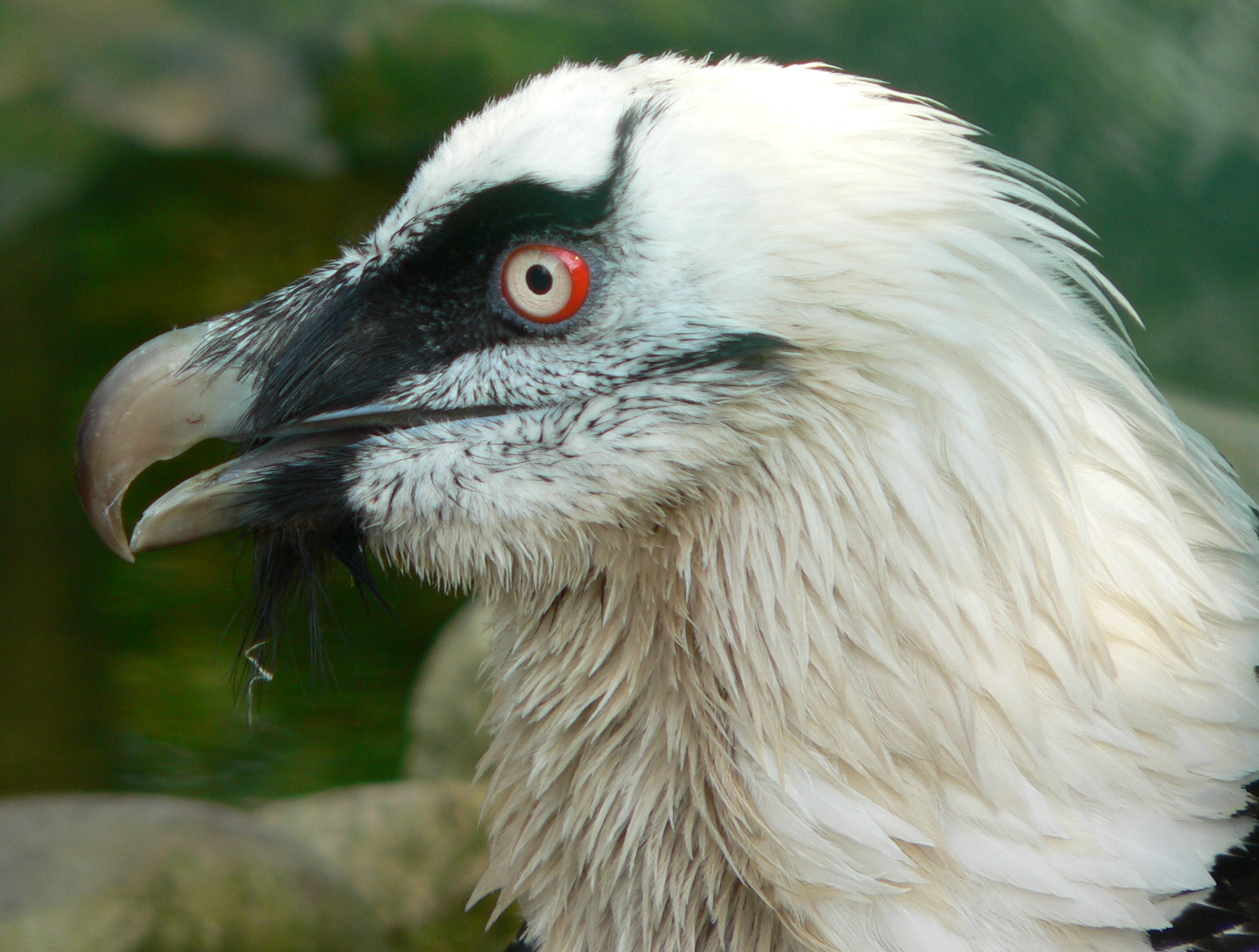
Голова взрослого бородача
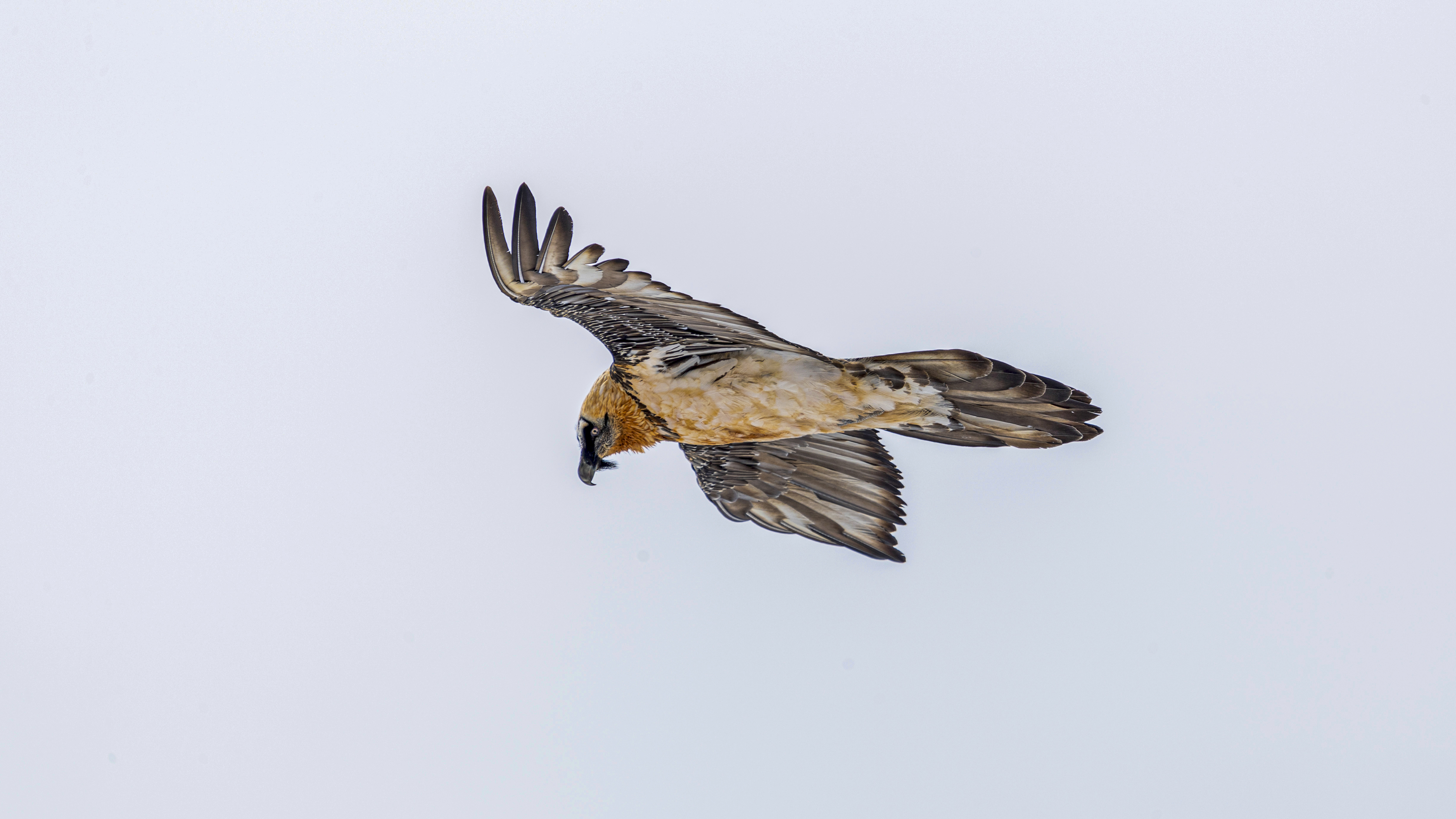
Взрослый бородач в полёте
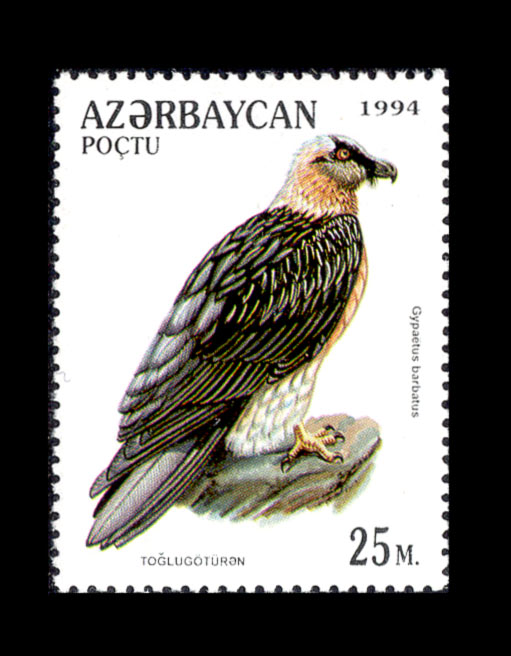
На почтовой марке Азербайджана
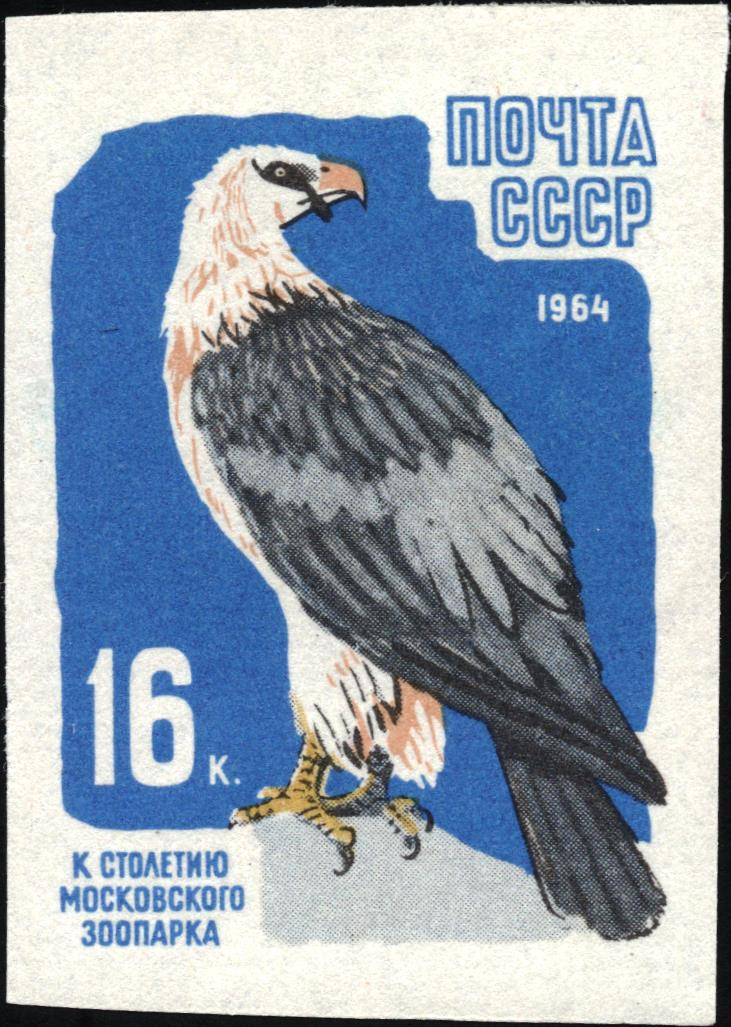
Почтовая марка СССР, 1964 год
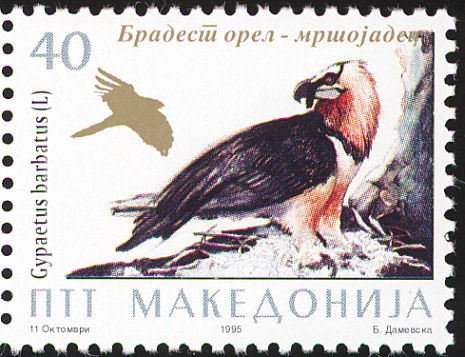
Почтовая марка Македонии, 1995